# Lista de vulcões da Argentina
Esta é uma lista de vulcões ativos e extintos na Argentina.

## Vulcões
| Nome                            | Elevação | Elevação | Localização                  | Última erupção                  |
| Nome                            | metros   | pés      | Coordenadas                  | Última erupção                  |
| ------------------------------- | -------- | -------- | ---------------------------- | ------------------------------- |
| Agua Poca                       |          |          | 37° 01′ S, 68° 07′ O         | 600.000 anos atrás              |
| Aguas Calientes caldera         | 4,473    | 14,675   | 24° 05′ S, 66° 30′ O         | 200.000 anos atrás              |
| Aguiliri                        |          |          |                              | 12.700.000 anos atrás           |
| Antofagasta de la Sierra        | 4,000    | 13,123   | 26° 04,8′ S, 67° 30′ O       | Desconhecido                    |
| Antofalla                       | 6,440    | 20,013   | 25° 31,8′ S, 68° 00′ O       | Desconhecido                    |
| Aracar                          | 6,082    | 19,954   | 24° 16,2′ S, 67° 46,2′ O     | 1993                            |
| Barro Negro (vulcão)            |          |          |                              | Menos de 6,6 milhões anos atrás |
| Beltran (vulcão)                |          |          |                              | 14 milhões anos atrás           |
| Caldera del Atuel               | 5,189    | 17,024   | 34° 39′ S, 70° 03′ O         | Desconhecido                    |
| Casa Colorada (vulcão)          |          |          | 22° 19′ S, 66° 20′ O         | Há 17 milhões de anos           |
| Cerro Archibarca                |          |          | 25° 15′ S, 67° 50′ O         | Há 11 milhões de anos           |
| Cerro Bayo                      | 5,401    | 17,720   | 25° 25,2′ S, 68° 34,8′ O     | Holoceno                        |
| Cerro Bitiche                   |          |          | 22° 52′ S, 67° 03′ O         | Mioceno-Plioceno                |
| Cerro El Cóndor                 | 6,532    | 21,430   | 26° 37,2′ S, 68° 21′ O       | Holoceno                        |
| Cerro Escorial                  | 5,447    | 17,871   | 25° 04,8′ S, 68° 22,2′ O     | Holoceno                        |
| Cerro Morado                    |          |          | 22° 51′ S, 66° 43′ O         | Mioceno                         |
| Cerro Panizos                   | +5,000   | +16,000  | 22° 15′ S, 66° 45′ O         | Mioceno                         |
| Cerro Ratones                   |          |          |                              | Há 7 milhões de anos            |
| Cerro Redondo                   |          |          | 22° 22′ S, 66° 08′ O         | Mioceno                         |
| Cerros Negros de Jama           |          |          | 23° 29′ S, 66° 56′ O         |                                 |
| Cerro Tuzgle                    | 5,500    | 18,044   | 24° 03′ S, 66° 28,8′ O       | Holoceno                        |
| Cerro Volcánico                 | 1,930    | 6,332    | 41° 16,8′ S, 71° 39′ O       | Holoceno                        |
| Chinchillas                     |          |          | 22° 30′ S, 66° 15′ O         | 13±1 million years ago          |
| Chivinar                        | 5,125    | 16,814   | 24° 14′ S, 67° 27′ O         | Há 9 milhões de anos            |
| Cochiquito Volcanic Group       | 1,435    | 4,708    | 36° 46,2′ S, 69° 49,2′ O     | Desconhecido                    |
| Copahue                         | 2,997    | 9,833    | 37° 51′ 00″ S, 71° 10′ 00″ O | 2016                            |
| Coranzulí (caldera)             |          |          | 25° 20′ 00″ S, 68° 31′ 00″ O | Desconhecido                    |
| Cordón del Azufre               | 5,463    | 17,923   | 25° 20′ 00″ S, 68° 31′ 00″ O | Desconhecido                    |
| Corrida de Cori                 |          |          | 25° 06′ S, 68° 20′ O         | Holoceno?                       |
| Crater Basalt volcanic field    | 1,344    | 4,409    | 42° 01′ S, 70° 11′ O         | Holoceno?                       |
| Domuyo                          | 4,709    | 15,449   | 36° 35′ 00″ S, 70° 25′ 00″ O | Desconhecido                    |
| El Toro volcanic field          |          |          | 23° 05′ S, 66° 42′ O         | Desconhecido                    |
| Falso Azufre                    | 5,890    | 19,324   | 26° 48′ 00″ S, 68° 22′ 00″ O | Holoceno                        |
| Farallon Negro                  |          |          | 27° 15′ S, 66° 33′ O         | ~ 6 milhões de anos atrás       |
| Galán                           | 6,100    | 20,013   | 25° 55′ 00″ S, 66° 52′ 00″ O | Há 2,2 milhões de anos          |
| Huanquihue Group                | 1,400?   | 4,593    | 39° 52′ 00″ S, 71° 33′ 00″ O | 1750 ± 100 anos                 |
| Incahuasi                       | 6,621    | 21,722   | 27° 02′ 30″ S, 68° 17′ 00″ O | Desconhecido                    |
| Incapillo                       | 5,750    | 18,860   | 27° 53′ 24″ S, 68° 49′ 12″ O | c. 0.5 million years ago        |
| Infiernillo (volcanic group)    |          |          | 35° 08′ 31″ S, 69° 49′ 48″ O | 6890 ± 40 BCE                   |
| Laguna Amarga                   |          |          |                              | Há 4 milhões de anos            |
| Laguna Escondida                |          |          | 26° 42′ S, 68° 30′ O         | Há 3 milhões de anos            |
| La Hoyada volcanic complex      |          |          | 26° 51′ S, 67° 44′ O         | 4,42 milhões de anos atrás      |
| Lanin                           | 3,747    | 12,293   | 39° 37′ 58″ S, 71° 29′ 59″ O | 560 ± 150 anos                  |
| Las Lozas volcanics             |          |          |                              | 320 milhões de anos atrás       |
| Lastarria                       | 5,697    | 18,691   | 25° 10′ 00″ S, 68° 30′ 00″ O | Holoceno                        |
| Leon Muerto                     | 4,799    | 15,745   | 25° 57′ S, 68° 28′ O         | 19,900,000 ± 800,000 anos atrás |
| Llullaillaco                    | 6,739    | 22,109   | 24° 43′ 00″ S, 68° 32′ 00″ O | 1877                            |
| Luingo                          |          |          | 26° 10′ 00″ S, 63° 30′ 00″ O | Mioceno                         |
| Maipo                           | 5,264    | 17,270   | 34° 09′ 38″ S, 69° 49′ 58″ O | 1912                            |
| Minuyoc                         |          |          | 22° 32′ S, 66° 14′ O         | ?                               |
| Nevados de Pastos Grandes       | 6,130    | 20,110   | 24° 16′ S, 66° 27′ O         | ?                               |
| Ojos del Salado                 | 6,887    | 22,595   | 27° 07′ 00″ S, 68° 33′ 00″ O | 700 AD ± 300 anos               |
| Campo vulcânico Palei-Aike      | 282      | 925      | 52° 00′ 00″ S, 70° 00′ 00″ O | 5550 BC ± 1000 anos             |
| Payun Matru                     | 3,680    | 12,073   | 36° 25′ 00″ S, 69° 12′ 00″ O | Holoceno                        |
| Peinado                         | 5,740    | 18,832   | 26° 37′ 00″ S, 68° 09′ 00″ O | Holoceno                        |
| Planchón-Peteroa                | 4,107    | 13,471   | 35° 14′ 24″ S, 70° 34′ 12″ O | 2011                            |
| Puesto Cortaderas               | 970      | 3,182    | 37° 33′ 00″ S, 69° 37′ 00″ O | Holoceno                        |
| Risco Plateado                  | 4,999    | 16,401   | 34° 56′ 00″ S, 70° 00′ 00″ O | Desconhecido                    |
| Robledo                         | 4,400    | 14,436   | 26° 46′ 00″ S, 67° 43′ 00″ O | Holoceno                        |
| Sierra Nevada de Lagunas Bravas | 6,127    | 20,101   | 26° 28,8′ S, 68° 34,8′ O     | Desconhecido                    |
| Socompa                         | 6,051    | 19,852   | 24° 24′ 00″ S, 68° 15′ 00″ O | 5250 BC                         |
| Tipas                           | 6,660    | 21,850   | 27° 12′ 00″ S, 68° 33′ 00″ O | Holoceno                        |
| Trocon                          | 2,500    | 8,200    | 37° 45′ 00″ S, 69° 53′ 00″ O | Desconhecido                    |
| Tromen                          | 3,978    | 13,051   | 37° 08′ 30″ S, 70° 02′ 00″ O | 1822                            |
| Viedma                          | 1,500    | 4,921    | 49° 21′ 30″ S, 73° 17′ 00″ O | 1988                            |